# Sante Riccitelli
Sante Riccitelli (Montereale, ... – Montereale, 1600) è stato un religioso e teologo italiano appartenente all'ordine agostiniano nel periodo della Controriforma.

## Biografia
Sante Riccitelli nasce a Montereale (L'Aquila) nel XVI secolo. Da giovane scopre la vocazione religiosa che si realizza nell'ingresso nel convento del Beato Andrea a Montereale. Nel 1575 diventa lettore e predicatore, svolgendo il proprio servizio nel convento agostiniano di Verona. Nel 1578 viene promosso alla reggenza degli studi a Pavia e nel 1592 diventa provinciale dell'Umbria. Nel 1598 interviene nel Capitolo generale come rappresentante della Sardegna e fu eletto assistente del priore generale per l'Italia. Muore nel 1600.

## Opere
Sante Riccitelli scrive un Compendio della bita del B. Andrea da Montereale. Il nipote Giovanni pubblicò una sua opera postuma, le Lezioni sul miserere, pubblicata a Roma nel 1603Quest’opera viene da lui scritta a Venezia, quando la peste desolava l’Italia.